# Michael Kniesel
Michael Kniesel (* 1945) ist ein deutscher Verwaltungsrechtler und Unternehmensberater. Er war Polizeipräsident in Bonn und Innenstaatssekretär in Bremen.

## Leben
Kniesel studierte Rechtswissenschaften an der Westfälischen Wilhelms-Universität in Münster.
Er war von 1976 bis 1979 Polizeidezernent beim Regierungspräsidenten von Münster. Weitere Dienstposten führten ihn zur Bereitschaftspolizei, zum Landeskriminalamt Nordrhein-Westfalen und als Leitender Regierungsdirektor in der Funktion des Leiters des rechtswissenschaftlichen Fachbereichs an die Polizei-Führungsakademie (PFA). Kniesel war von 1988 bis 1993 Polizeipräsident in der damaligen Bundeshauptstadt Bonn.
Im Mai 1993 wurde er von der schwarz-gelben Bundesregierung für sein Konfliktmanagement („Bonner Linie“) bei den Auseinandersetzungen während der Asyldebatte vor dem Bonner Regierungsviertel kritisiert. Kritiker warfen ihm vor, er hätte der Pro-Asyl-Demonstration (ca. 10.000 Demonstranten) zu große Freiheiten gelassen. Kniesel gilt bis heute als Befürworter der Deeskalationstaktik durch die Polizei bei Demonstrationen und ist ein erklärter Gegner der Bannmeile. Er hat deshalb in Fachkreisen einen „Ruf als liberaler Geist“.
Im selben Jahr war er Unterzeichner eines offenen Briefs an den Rektor der Universität Bonn Max Georg Huber wegen der Personalie Professor Hans-Helmuth Knütter.
Von 1993 bis 1995 war er Staatsrat beim Innensenator in Bremen. Wegen Meinungsverschiedenheiten bei der Polizeistrukturreform wurde er von Innensenator Friedrich van Nispen (FDP) in den einstweiligen Ruhestand versetzt. Danach arbeitete er als Rechtsanwalt und Unternehmensberater. 2001 war er als Nachfolger von Hagen Saberschinsky als Polizeipräsident in Berlin im Gespräch. 2008 mitbegründete er eine auf Strafverteidigung und Compliance spezialisierte Kanzlei in Bonn. Er veröffentlichte mehrere Bücher und einen Gesetzeskommentar.
Er war zunächst Mitglied der FDP, wechselte später zur SPD.
Kniesel lebt mit seinen Töchtern im Bonner Ortsteil Poppelsdorf.

## Schriften (Auswahl)
- mit Jürgen Vahle: Polizeiliche Informationsverarbeitung und Datenschutz im künftigen Polizeirecht. Kommentierung der einschlägigen Bestimmungen des Vorentwurfs zur Änderung des ME PolG. Hrsg. von Horst Clages, Kriminalistik Verlag, Heidelberg 1990, ISBN 3-7832-1489-0.
- hrsg.: Polizeirecht in den neuen Bundesländern. Textausgabe. C. H. Beck, München 1991, ISBN 3-406-35384-3.
- hrsg.: Handbuch für Führungskräfte der Polizei. Wissenschaft und Praxis. Schmidt-Römhild, Lübeck 1996, ISBN 3-7950-2910-4.
- mit Henning Tegtmeyer, Jürgen Vahle: Handbuch des Datenschutzes für Sicherheitsbehörden. Datenschutz und Informationsverarbeitung in der sicherheitsbehördlichen Praxis. Lehr- und Arbeitsbuch. Kohlhammer, Stuttgart [u. a.] 1996, ISBN 3-17-008773-8.
- mit Alfred Dietel und Kurt Gintzel: Versammlungsgesetz. Kommentar zum Gesetz über Versammlungen und Aufzüge. Heymann, Köln 2011, ISBN 978-3-452-27389-5.
- mit Bodo Pieroth, Bernhard Schlink: Polizei- und Ordnungsrecht. Mit Versammlungsrecht. 7. Auflage. C. H. Beck, München 2012, ISBN 978-3-406-64345-3.